# Radio La Crónica AM
Radio La Crónica 1320 AM fue una radio peruana que perteneció al Instituto Nacional de Radio y Televisión del Perú (IRTP), sin cortes comerciales. Fue la radio hermana de Radio Nacional del Perú. Su señal solo se emitió en Lima.

## Historia
La radio comenzó como Radio Internacional del Perú en 1935 por Antonio Vásquez Pequeño. Su frecuencia original fue de onda corta. Su centro de operaciones fue el edificio Minería, en la calle del mismo nombre. Esta poseía un catálogo mayormente musical.
En 1940, la emisora fue acusada de promover ideas políticas extranjeras. En ese momento, Gustavo Prado, propietario de la radio en aquel entonces, la rebautizó como Radio Colonial. En 1953, la radio pasó a formar parte del diario La Crónica, que la rebautizó como «Radio La Crónica AM», y se mudó al edificio del periódico.
En 1974, durante la dictadura militar del gobierno del General Juan Velasco Alvarado en los años setenta, la emisora fue expropiada y desde entonces es administrada por el Estado Peruano.
La emisora transmitía en la frecuencia 1320 AM, aunque en el pasado operó también en la señal de onda corta en la frecuencia 9330 AM. 
Durante los años 80 y parte de inicio de los 90, la emisora destacó y acumuló un nicho de audiencia de seguidores de apuestas hípicas, donde el recordado animador Augusto Ferrando, producía y a veces conducía con su empresa "Publicidad Ferrando", un programa en vivo desde el Hipódromo de Monterrico. Esto era seguido por los apostadores, especialmente adultos mayores.
A fines de 1990 y comienzos de 1991, la productora "Frecuencia Primera!!! Producciones S.A. lanzó el programa embebido "Frecuencia Primera", conteniendo una programación completa (una radio dentro de otra), de lo que tuvo su inauguración pública, con presencia de autoridades mediáticas y políticas.
Su programación, desde 2006, se orientaba a la difusión de música del recuerdo, música peruana, criolla, valses peruanos entre otros géneros musicales.
El 16 de marzo de 2020, el mismo dia que entró en vigor al nivel nacional la cuarentena decretada por el Gobierno debido al COVID-19, Radio La Crónica cesa sus emisiones. Parte de su programación fue trasladada a Radio Nacional. La frecuencia que ocupaba pasó a retransmitir la programación de esta última en AM.

## Antiguos programas
- Avance informativo
- Los éxitos musicales de la nueva ola
- El baúl de los recuerdos
- Nuestra música se pasa
- Los boleros de Lula
- Musirecuerdos
- La noche es tuya
- Del Perú y América Latina
- La hora peruana
- Se dice así